# 盛光祖
盛 光祖（せい こうそ、ピンイン Shèng Guāngzū、1949年4月5日 -　）は、中華人民共和国の政治家。中国鉄路総公司総経理。前中華人民共和国鉄道部部長。

## 経歴
江蘇省南京市江寧区出身。1968年に職に就き、上海鉄路局南京分局、杭州分局分局長兼党委書記、済南鉄路局局長、党委書記を歴任。1994年、鉄路部党組成員、チーフエコノミスト。1996年、鉄路部政治部主任、党組成員兼直属機関党委書記。1999年、鉄路部副部長、党組成員。2000年、中華人民共和国海関総署副署長、党組成員。2002年、海関総署党組副書記、副署長。2007年、海関総署党組書記、副署長。2008年、海関総署署長、党組書記。2011年2月、劉志軍鉄道部部長が解任された後、鉄道部党組書記、部長に就任。就任後数か月で温州市鉄道衝突脱線事故が起こった。2013年3月、全国人民代表大会が招集され、鉄道部の解体が確定した。2013年、後継組織の中国鉄路総公司の総経理に就任。2016年まで務める。
2022年9月19日、汚職の疑いで中国共産党を除名された。
2023年12月12日、収賄などの罪で陝西省宝鶏市中級人民法院から懲役15年、罰金600万元の判決を言い渡された。